# Blek taggsvamp
Blek taggsvamp (Hydnum repandum) är en ätlig taggsvamp som växer i lövskog och barrskog. Fruktkroppen uppträder under hösten, från augusti till oktober. Milda år kan den hittas in i november. Ofta uppträder fruktkropparna gruppvis, och svampen kan bilda stora ringar eller växa i rader som inte är räta, ett växtsätt som benämns som att svampen växer i kroklinjer.
Både hatten och foten har en vit till vitgul färg. Hatten är välvd till utbredd och kanten är oregelbundet buktad. I bredd når hatten cirka 5–15 centimeter. Taggarna på hattens undersida har vanligen först en ljusare, mer vitaktig färg än hatten, men kan senare få en färg mer liknande hattens. De är förhållandevis långa, cirka 0,5 centimeter, spetsiga och tätt sittande. Svampens fot har en höjd på 3–6 centimeter och en diameter på omkring 1–3 centimeter. Foten är oftast centralställd, men den kan ibland även vara sidoställd. Svampen har som färsk en ganska skarp smak, men en svag doft.
Som matsvamp har blek taggsvamp ett vitt och fast kött. Den skarpa smaken som ett färskt exemplar har försvinner när svampen tillagas. Blek taggsvamp räknas som en god matsvamp.
Den bleka taggsvampen är Hälsinglands landskapssvamp.